# Phreagena edisonensis
Phreagena edisonensis is een tweekleppigensoort uit de familie van de Vesicomyidae. De wetenschappelijke naam van de soort is voor het eerst geldig gepubliceerd in 2005 door Okutani, Kojima & Kim.